# Pcim (gmina)
Pcim – gmina wiejska w Polsce położona w województwie małopolskim, w powiecie myślenickim. Siedzibą gminy jest Pcim.

## Historia
W latach 1975–1998 gmina administracyjnie należała do województwa krakowskiego.
Według danych z 30 czerwca 2004 gminę zamieszkiwało 10 219 osób.
Od 2006 do 27 listopada 2015 funkcję wójta gminy pełnił Daniel Obajtek.

## Wójtowie na przestrzeni lat
2006 - 2015 – Daniel Obajtek.
od 2016 – Piotr Hajduk

## Struktura powierzchni
Według danych z roku 2002 gmina Pcim ma obszar 88,59 km², w tym:
- użytki rolne: 41%
- użytki leśne: 49%

Gmina stanowi 13,16% powierzchni powiatu.

## Demografia

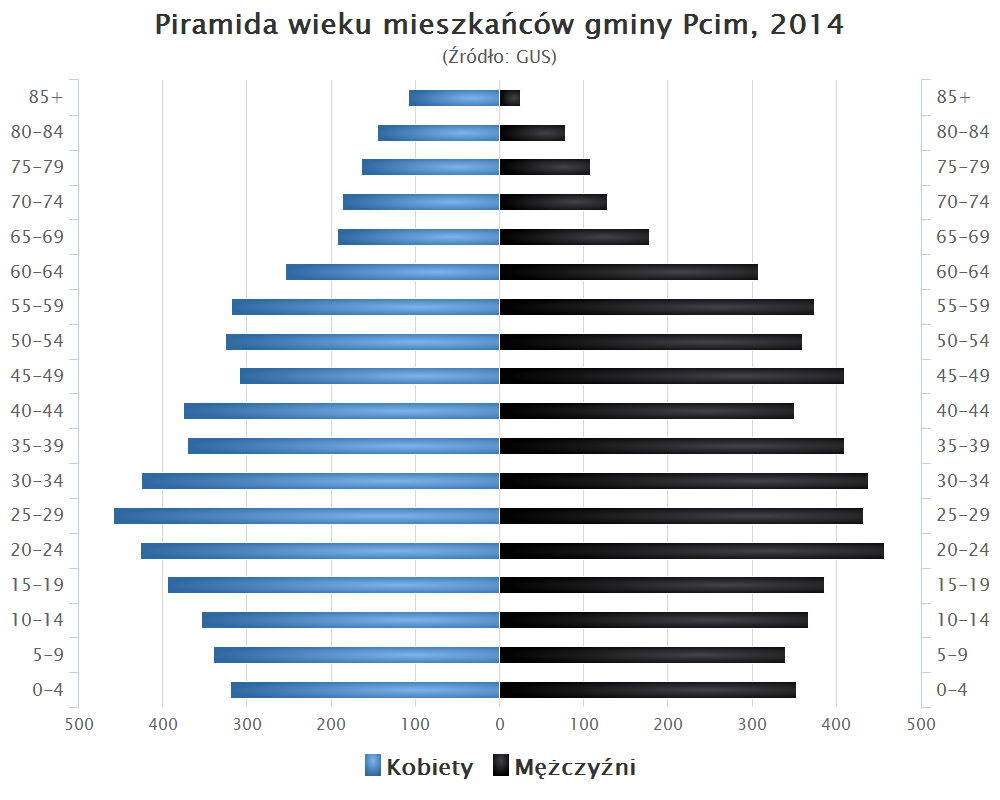
Piramida wieku mieszkańców gminy Pcim w 2014 roku

Dane z 30 czerwca 2004:
| Opis                              | Ogółem | Ogółem | Kobiety | Kobiety | Mężczyźni | Mężczyźni |
| --------------------------------- | ------ | ------ | ------- | ------- | --------- | --------- |
| jednostka                         | osób   | %      | osób    | %       | osób      | %         |
| populacja                         | 10 219 | 100    | 5081    | 49,7    | 5138      | 50,3      |
| gęstość zaludnienia (mieszk./km²) | 115,4  | 115,4  | 57,4    | 57,4    | 58        | 58        |

## Sołectwa
Pcim (sołectwa: Pcim Centrum, Pcim-Krzywica i Pcim-Sucha), Stróża (sołectwa: Stróża Dolna i Stróża Górna), Trzebunia.

## Sąsiednie gminy
Budzów, Lubień, Mszana Dolna, Myślenice, Sułkowice, Tokarnia, Wiśniowa